# Unterseeboot 777
L'Unterseeboot 777 ou U-777 est un sous-marin allemand (U-Boot) de type VIIC utilisé par la Kriegsmarine pendant la Seconde Guerre mondiale.
Le sous-marin est commandé le 20 janvier 1941 à Wilhelmshaven (Kriegsmarinewerft), sa quille posée le 5 juin 1943, il est lancé le 25 mars 1944 et mis en service le 9 mai 1944, sous le commandement de l'Oberleutnant zur See Günter Ruperti.
L'U-777 n'effectue aucune patrouille, par conséquent il n'endommage ni ne coule aucun navire.
Il coule à proximité de Wilhelmshaven en octobre 1944. Renfloué, il est de nouveau coulé en mai 1945.

## Conception
Unterseeboot type VII, l'U-777 avait un déplacement de 769 tonnes en surface et 871 tonnes en plongée. Il avait une longueur totale de 67,10 m, un maître-bau de 6,20 m, une hauteur de 9,60 m et un tirant d'eau de 4,74 m. Le sous-marin était propulsé par deux hélices de 1,23 m, deux moteurs diesel Germaniawerft M6V 40/46 de 6 cylindres en ligne de 1 400 cv à 470 tr/min, produisant un total de 2 060 à 2 350 kW en surface et de deux moteurs électriques Brown, Boveri & Cie GG UB 720/8 de 375 cv à 295 tr/min, produisant un total 550 kW, en plongée. Le sous-marin avait une vitesse en surface de 17,7 nœuds (32,8 km/h) et une vitesse de 7,6 nœuds (14,1 km/h) en plongée. Immergé, il avait un rayon d'action de 80 milles marins (150 km) à 4 nœuds (7,4 km/h; 4,6 milles par heure) et pouvait atteindre une profondeur de 230 m. En surface son rayon d'action était de 8 500 milles nautiques (soit 15 700 km) à 10 nœuds (19 km/h).
 L'U-777 était équipé de cinq tubes lance-torpilles de 53,3 cm (quatre montés à l'avant et un à l'arrière) qui contenait quatorze torpilles. Il était équipé d'un canon de 8,8 cm SK C/35 (220 coups) et d'un canon antiaérien de 20 mm Flak. Il pouvait transporter 26 mines TMA ou 39 mines TMB. Son équipage comprenait 4 officiers et 40 à 56 sous-mariniers.

## Historique
Il reçut sa formation de base au sein de la 31. Unterseebootsflottille jusqu'au 15 octobre 1944.
Le 15 octobre 1944 à 20 h 2, l'U-777 est coulé par un raid aérien des Groupes 1, 3, 4, 6 de la RCAF et par les Groupes et 8 et 100 du Bomber Command de la RAF sur Bauhafen, à proximité de Wilhelmshaven, à la position 53° 51′ N, 8° 08′ E. Le raid fait une victime parmi l'équipage.
L'U-777 est renfloué le 22 novembre 1944 et il est désarmé.
Le sous-marin est sabordé le 5 mai 1945 dans l'entrée ouest du quai Raeder, à la position 53° 31′ N, 8° 10′ E. 
De nouveau renfloué après la guerre, l'épave est démolie. 

## Affectations
- 31. Unterseebootsflottille du 9 mai 1944 au 15 octobre 1944 (Période de formation).

## Commandement
- Oberleutnant zur See Günter Ruperti du 9 mai 1944 au 15 octobre 1944.